# 5438 Lorre
5438 Lorre este o planetă minoră (asteroid), cu un diametru de 28,072 km, din centura de asteroizi. A fost descoperită pe 18 august 1990 la Observatorul Palomar de Eleanor F. Helin. 
Obiectul prezintă o orbită caracterizată de o semiaxă mare de 2,7457148 UAi, o excentricitate de 0,28, o înclinație de 26,56738 ° în raport cu ecliptica.